# Africa Open
Die Africa Open ist ein Golfturnier auf der Sunshine Tour, das zum ersten Mal im Februar 2008 auf dem von Gary Player entworfenen Meisterschaftskurs im Fish River Sun Country Club nahe Port Alfred in Südafrika ausgetragen wurde.
Um das Profil des Turniers zu stärken, wird es seit 2009 im Januar auf dem East London Golf Club in East London abgehalten. 2009 hatten die Africa Open ein Preisgeld von fünf Millionen Rand, was mehr als das vierfache der Eröffnungsveranstaltung entspricht. Die Sunshine Tour hoffte, dass man damit ein stärkeres Spielerfeld anziehen und eine Kooperation mit der European Tour in den darauffolgenden Jahren erzielen könnte.
Im Oktober 2009 wurde bekannt gegeben, dass die Africa Open im Jahr 2010 zum Kalender der europäischen Tour gehören würden. Es war das dritte von vier Turnieren des sogenannten South African swing und findet seither nach den Alfred Dunhill Championship und South African Open und in der Woche vor den Joburg Open statt. Das Preisgeld für 2011 betrug 1.000.000 Euro.

## Siegerliste
| Jahr                       | Austragungsort    | Sieger               | Nationalität | Ergebnis    | Vorsprung       |
| Africa Open                | Africa Open       | Africa Open          | Africa Open  | Africa Open | Africa Open     |
| -------------------------- | ----------------- | -------------------- | ------------ | ----------- | --------------- |
| 2013                       | East London GC    | Darren Fichardt (1)  | Südafrika    | 272 (−17)   | 2 Schläge       |
| 2012                       | East London GC    | Louis Oosthuizen (2) | Südafrika    | 265 (−27)   | 2 Schläge       |
| 2011                       | East London GC    | Louis Oosthuizen (1) | Südafrika    | 276 (−16)   | Sieg im Playoff |
| 2010                       | East London GC    | Charl Schwartzel (1) | Südafrika    | 272 (−20)   | 1 Schlag        |
| Africa Open Golf Challenge |                   |                      |              |             |                 |
| 2009                       | East London GC    | Retief Goosen (1)    | Südafrika    | 267 (−21)   | 1 Schlag        |
| The Africa Open            |                   |                      |              |             |                 |
| 2008                       | Fish River Sun CC | Shaun Norris (1)     | Südafrika    | 275 (−13)   | 6 Schläge       |